# Вердиев, Али-бек
Али-бек Вердиев (азерб. Əli bəy Verdiyev; 1 января 1891, Елизаветполь — 1957, Баку) — один из первых азербайджанских инженеров-авиаторов.

## Биография
Али-бек Вердиев родился 1 января 1891 года в городе Елизаветполь (ныне — Гянджа). После окончания Елизаветпольской гимназии поступил в Горийскую учительскую семинарию. В 1910 году Али-бек Вердиев отправился в Париж. Здесь он поступил в Политехническую высшую школу, где получил специальность инженера-механика. Специализацией Вердиева был ремонт авиа- и автотранспортных средств.

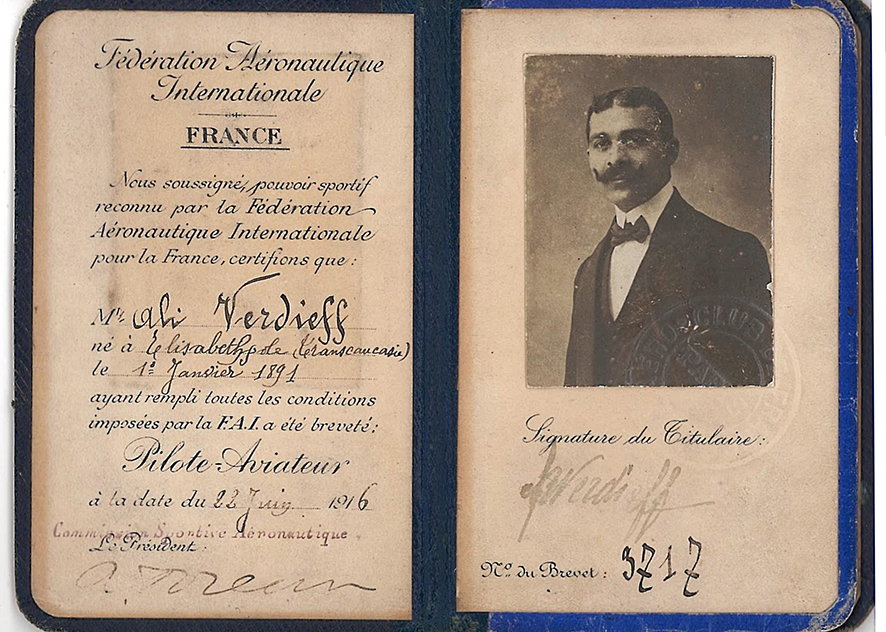
Свидетельство Международной федерации авиации Франции о присвоении Вердиеву звания лётчика-авиатора. Музей истории Азербайджана, Баку

Будучи сотрудником различных авиатранспортных предприятий Франции, Вердиев стал интересоваться авиацией. В годы Первой Мировой войны работал инженером-механиком. В 1916 году окончил курс в школе авиации и курсы высшего пилотажа в Париже. В Музее истории Азербайджана в Баку экспонируется свидетельство Международной федерации авиации Франции о присвоении Вердиеву звания лётчика-авиатора, датированное 22 июня 1916 года.
Руководство школы оставило Вердиева на курсах, где он стал вести занятия по пилотажу среди русских курсантов. Параллельно Вердиев как инструктор принимал участие в испытаниях самолётов новых конструкций, а также в качестве инженера-механика следил за состоянием самолётов.
В 1918 году Али-бек Вердиев вернулся в провозгласившую свою независимость Азербайджанскую Демократическую Республику. В Баку Вердиев стал работать инженером-механиком. В 1920 году в стране была установлена советская власть, которой были нужны свежие специалисты, одним из которых стал Али-бек Вердиев. В 1923 году для закупки станков для текстильной промышленности он был командирован в Лион на промышленную выставку.
В годы Великой Отечественной войны работал в Госплане Азербайджанской ССР. С 1953 по 1957 год занимал должность старшего инженера отдела материальных балансов Госплана. В 1957 году вышел на пенсию. Несмотря на это, он продолжал работать со своим прежним коллективом.
После смерти Али-бека Вердиева его дочь Нурия-ханум передала некоторые относящиеся к нему материалы в Музей истории Азербайджана.